# Temporada 1930-1931 de l'EC Granollers

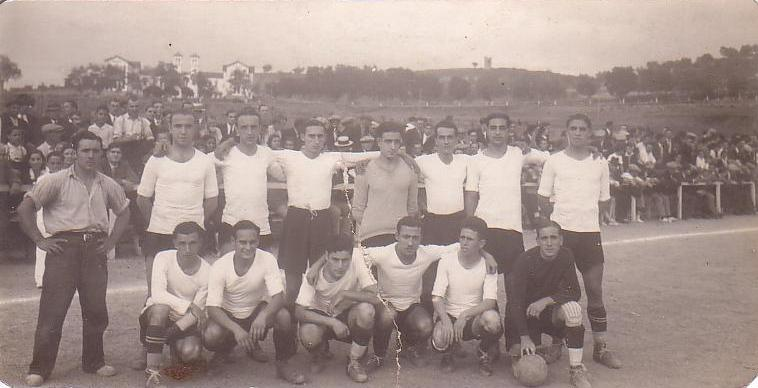
Granollers Sport Club (30-31)

Després de tretze temporades a la Tercera Categoria del Campionat de Catalunya, el Granollers Sport Club aconseguia pujar un esglaó i s'estrenava a la categoria de plata. La pre-temporada va estar marcada pel "cas Muñoz". Antonio Muñoz, jugador revelació de l'anterior campanya, va fitxar pel Reial Múrcia a l'esquena del club vallesà. Durant la temporada es va donar un fet curiós: els dos partits contra els Alumnes Obrers de Vilanova no es van celebrar per incompareixença d'aquest equip, fins i tot en el seu propi camp. Ja acabada la temporada, l'equip va fer un bon paper a la Copa Macià, davant de rivals com FC Barcelona i CE Sabadell (campió i subcampió de la Primera Categoria d'enguany), i posteriorment a la Copa Aguadé on aconseguí arribar a la final.

## Fets destacats
1930
- 14 de setembre: debut davant l'Iluro de Mataró. L'equip nota el canvi de categoria i perd estrepitosament per 7 a 1.[2]
- 12 d'octubre: el Granollers aconsegueix el primer punt a la categoria després d'un empat sense gols al camp del UE Sants.[3]
- 19 d'octubre: i a la jornada següent arriba la primera victòria. Fou a casa derrotant el Terrassa FC per 2 a 0.[4]

1931
- 7 de juny: greu accident de l'autocar amb afeccionats del Granollers que viatjaven a Sabadell pel partit de tornada de la primera eliminatòria de la Copa Macià.[5]

## Plantilla
| Jugador  | PJ | GM | GE |
| -------- | -- | -- | -- |
| Sala     | 23 | 1  |    |
| Gordi    | 23 | 7  |    |
| Lladó    | 22 |    |    |
| Rebollo  | 22 |    |    |
| Ortuño   | 22 |    |    |
| Gallofré | 21 |    | 41 |
| Martí    | 21 | 3  |    |
| Miralles | 20 |    |    |
| Cabasés  | 20 | 7  |    |
| Úbeda    | 18 | 8  |    |
| Losada   | 13 | 7  |    |
| Saura    | 11 | 2  |    |
| Lluch    | 8  |    |    |
| Arribas  | 5  | 1  |    |
| Subirón  | 4  |    | 3  |
| López    | 2  |    |    |
| Antich   | 2  |    |    |
| Collado  | 2  |    |    |
| Navarro  | 2  |    |    |
| Moret    | 1  |    |    |
| Vila     | 1  |    |    |
|          |    | 36 | 44 |

| Gallofré Lladó Miralles Rebollo Sala Ortuño Martí Gordi Losada Úbeda Cabasés |
| Temporada 1930-1931: onze tipus                                              |

## Calendari
| 1a volta | 1a volta    | 2a volta       | 2a volta |
| 7-1      | Iluro       | Granollers     | 2-3      |
| 1-3      | Granollers  | Athletic       | 1-3      |
| 4-1      | Sant Andreu | Granollers     | 1-3      |
| 0-1      | Granollers  | Santboià       | 0-2      |
| 0-0      | Sants       | Granollers     | 2-1      |
| 2-0      | Granollers  | Terrassa       | 3-1      |
| 3-1      | Gràcia      | Granollers     | 2-2      |
| 3-4      | Horta       | Granollers     | 0-3      |
| (n/p)    | Granollers  | Alumnes Obrers | (n/p)    |
| 0-0      | Manresa     | Granollers     | 0-4      |
| 5-0      | Granollers  | Palafrugell    | 1-4      |
| 0-2      | Gimnàstic   | Granollers     | 1-6      |
| 3-0      | Granollers  | Vilafranca     | 1-3      |
| 2-0      | Martinenc   | Granollers     | 0-1      |

| Posició | J  | G  | E | P  | GF | GC | DG | Punts |
| ------- | -- | -- | - | -- | -- | -- | -- | ----- |
| 9è      | 28 | 14 | 3 | 11 | 49 | 44 | 5  | 31    |

| Vuitens de final |              |             |             |
| 31 maig 1931     | 31 maig 1931 | 7 juny 1931 | 7 juny 1931 |
| 4-2              | Granollers   | Sabadell    | 2-3         |

| Quarts de final |              |              |              |
| 14 juny 1931    | 14 juny 1931 | 21 juny 1931 | 21 juny 1931 |
| 3-2             | Barcelona    | Granollers   | 1-1          |

| Quarts de final |              |              |              |
| 24 juny 1931    | 24 juny 1931 | 28 juny 1931 | 28 juny 1931 |
| (s/d)           | Gimnàstic    | Granollers   | (n/p)        |

| Semifinal     |               |                |                |
| 5 juliol 1931 | 5 juliol 1931 | 12 juliol 1931 | 12 juliol 1931 |
| 3-1           | Sabadell      | Granollers     | 0-2            |

| Final          |                |                |                |
| 19 juliol 1931 | 19 juliol 1931 | 26 juliol 1931 | 26 juliol 1931 |
| 1-1            | Granollers     | Vilafranca     | 2-5            |

Nota Segona Categoria
- (n/p) — Tant en el partit d'anada com en el de tornada el Vilanova no es va presentar. Els punts van ser atorgats al Granollers.[6][6]

Notes Copa Aguadé
- (s/d) — Victòria per la mínima del Granollers, però sense dades del resultat exacte.[7]
- (n/p) — El Gimnàstic no es va presentar i el Granollers guanyava l'eliminatòria.[7]
- El partit de tornada de la semifinal es va suspendre després del segon gol del Granollers.[8][9]